# Halocharis violacea
Halocharis violacea är en amarantväxtart som beskrevs av Aleksandr Andrejevitj Bunge. Halocharis violacea ingår i släktet Halocharis och familjen amarantväxter. Inga underarter finns listade i Catalogue of Life.